# گمینا توچنو
گمینا توچنو (به لهستانی:  Gmina Tuczno) یک گمینا در لهستان است که در شهرستان واوچ واقع شده‌است. گمینا توچنو ۲۴۹٫۹۰ کیلومتر مربع مساحت و ۴٬۹۲۵ نفر جمعیت دارد.

## خواهرخوانده
شهر مرکیشه هایده خواهرخواندهٔ گمینا توچنو هست.